# Patuxet
Patuxet /pawtuxet ="Little Falls", možda po slapovima na 2,5 km. dugom potoku Town Brook u Plymouthu, Massachusetts/ pleme američkih Indijanaca porodice Algonquian koji su nekada živjeli u području Plymoutha u današnjoh saveznoj američkoj državi Massachusetts. 
Pawtuxeti su nestali u nekoj strašnoj epidemiji u drugoj dekadi 17. stoljeća. Prema svjedočenjima Pilgrimaca iza njih su ostala polja zasađenoga kukuruza. 
Možda posljednji i najpoznatiji pripadnik plemena bio je Squanto ili Tisquantum.
Ne smiju se pobrkati s plemenom Patuxent iz Marylanda.